# Super League of Belize
Super League of Belize (ze względów sponsorskich Belize Bank Super League) – alternatywna, ogólnokrajowa liga w Belize, nieuznawana przez Belizeński Związek Piłki Nożnej. Funkcjonowała w latach 2007–2011.

## Historia
Belizeńska Super League została założona 18 czerwca 2002 z inicjatywy Michaela Blease'a, z celem „rozwoju, promowania i podtrzymywania ducha piłki nożnej w Belize”. Inauguracyjny sezon 2007/2008 odbył się jednak dopiero pięć lat później. Rozgrywki nie były uznawane przez Belizeński Związek Piłki Nożnej (FFB) i stanowiły równorzędną konkurencję dla oficjalnej belizeńskiej ligi Belize Premier Football League (BPFL), organizowanej przez FFB. 
Członkami zarządu Super League, zaangażowanymi w funkcjonowanie ligi, byli oprócz Blease'a m.in. Ruperto Vicente (były sekretarz generalny FFB), Nicholas Pollard (były prezes BFPL), Frank Sharp (były piłkarz i sponsor klubu Cemcol Milpros), Onan McLean (były właściciel i menadżer klubu Calcutta Bulls), Chris Coye (prawnik spółki Super League, zatrudniony w Belize Bank), Antonio Zabaneh Sr. (były właściciel klubu Sagitun FC) oraz jego syn Antonio Zabaneh Jr.
W lutym 2008 sponsorem rozgrywek został największy bank w kraju, Belize Bank (umowa sponsorska opiewała na kwotę 50 000 dolarów belizeńskich). Liga zmieniła wówczas swoją nazwę na Belize Bank Super League.
Kluby Super League rywalizowały o zawodników z zespołami BPFL. Sezony w obydwóch ligach były na ogół rozgrywane o różnych porach roku, dzięki czemu piłkarze po zakończeniu jednych rozgrywek często przystępowali jeszcze do drugich. W BFPL występowały zespoły niemal w całości złożone z zawodników, którzy zaledwie kilkanaście dni wcześniej grali w decydujących meczach Super League (np. Alliance Scorpions FC czy Tafari FC). W mediach podkreślano, że zmęczenie graczy występami w dwóch ligach odbija się negatywnie na ich grze w reprezentacji Belize.
Podobnie jak konkurencyjna BPFL, Super League miała charakter półprofesjonalny. Nagrody przyznawane przez sponsorów Super League były wyższe niż w BPFL – zwycięski zespół otrzymywał 25 000 dolarów, wicemistrz 10 000 dolarów, a zdobywcy nagród indywidualnych (MVP rozgrywek, najlepszy obrońca, król strzelców itd.) 300 dolarów oraz nagrody rzeczowe fundowane przez sponsorów. Zwycięzcy BPFL otrzymywali natomiast przywilej reprezentowania Belize w rozgrywkach międzynarodowych (Liga Mistrzów CONCACAF), lecz nie przyznawano w ogóle nagród pieniężnych.
Na przestrzeni lat wielokrotnie pojawiał się pomysł, by połączyć rozgrywki BPFL i Super League w jedną ligę. Nastąpiło to dopiero w grudniu 2011, kiedy to powstała nowa liga Premier League of Belize.

## Triumfatorzy
| Sezon     | . | Mistrz                    | Finał       | Wicemistrz            |
| --------- | - | ------------------------- | ----------- | --------------------- |
| 2007/2008 | . | Texmar Boys (1)           | 0–0         | Benque DC United      |
| 2007/2008 | . | Texmar Boys (1)           | 3–0         | Benque DC United      |
| 2008/2009 | . | Valley Renaissance (1)    | 2–3 (pd)    | Texmar Boys           |
| 2008/2009 | . | Valley Renaissance (1)    | 0–0 (4–2 k) | Texmar Boys           |
| 2008/2009 | . | Valley Renaissance (1)    | 2–0         | Texmar Boys           |
| 2009      | . | Texmar Boys (2)           | 2–3         | San Felipe Barcelona  |
| 2009      | . | Texmar Boys (2)           | 2–1         | San Felipe Barcelona  |
| 2009      | . | Texmar Boys (2)           | 4–1         | San Felipe Barcelona  |
| 2010      | . | R.G. City Boys United (1) | 0–1         | Nizhee Corozal        |
| 2010      | . | R.G. City Boys United (1) | 1–1 (4–2 k) | Nizhee Corozal        |
| 2010      | . | R.G. City Boys United (1) | 1–1 (3–1 k) | Nizhee Corozal        |
| 2011      | . | Placencia Assassins (1)   | 2–1         | R.G. City Boys United |
| 2011      | . | Placencia Assassins (1)   | 2–1         | R.G. City Boys United |

Legenda:
- pd – po dogrywce
- k – seria rzutów karnych

## Osiągnięcia
| #  | Klub                  | Tytuły | Tytuły |                    | Tytuły (lata)          | Tytuły (lata) | Tytuły (lata) |
| #  | Klub                  |        |        | Mistrzostwa (lata) | Wicemistrzostwa (lata) |               |               |
| -- | --------------------- | ------ | ------ | ------------------ | ---------------------- | ------------- | ------------- |
| 1. | Texmar Boys           | 2      | 1      | 2008, 2009         | 2009                   |               |               |
|    |                       |        |        |                    |                        |               |               |
| 2. | R.G. City Boys United | 1      | 1      | 2010               | 2011                   |               |               |
|    |                       |        |        |                    |                        |               |               |
| 3. | Valley Renaissance    | 1      | 0      | 2009               |                        |               |               |
| 3. |                       |        |        |                    |                        |               |               |
| 3. | Placencia Assassins   | 1      | 0      | 2011               |                        |               |               |
|    |                       |        |        |                    |                        |               |               |
| 5. | Benque DC United      | 0      | 1      |                    | 2008                   |               |               |
| 5. |                       |        |        |                    |                        |               |               |
| 5. | San Felipe Barcelona  | 0      | 1      |                    | 2009                   |               |               |
| 5. |                       |        |        |                    |                        |               |               |
| 5. | Nizhee Corozal        | 0      | 1      |                    | 2010                   |               |               |